# Ditrichum rhynchostegium
Ditrichum rhynchostegium är en bladmossart som beskrevs av Kindberg 1910. Ditrichum rhynchostegium ingår i släktet grusmossor, och familjen Ditrichaceae. Inga underarter finns listade i Catalogue of Life.